# Das Mädchen und der Tod
Das Mädchen und der Tod ist ein im Jahr 2012 von Jos Stelling produzierter niederländischer Film. Er wurde am 29. September 2012 beim Niederländischen Filmfestival veröffentlicht und kam am 16. Juni 2013 in die deutschen Kinos. Der Film hat nichts mit dem gleichnamigen, 2024 veröffentlichten Buch zu tun, in dem die Autorin Luo Lingyuan ein Sexualverbrechen in Dessau literarisch verarbeitet.

## Handlung
Der Film spielt im 19. Jahrhundert, als Schauplatz dient die Schlossanlage in Tannenfeld, Thüringen.

## Soundtrack
1. Bart van de Lisdonk – Melody in F, komponiert von Anton Rubinstein
2. Hanne van Veldhoven – Prelude No. 4 Opus 28, komponiert von Frédéric Chopin
3. Hanne van Veldhoven – Nocturne Nr. 2 in Es-Dur Opus 9/2, komponiert von Frédéric Chopin
4. Hanne van Veldhoven – Je te veux, komponiert von Erik Satie
5. Hanne van Veldhoven – Sonata No. 2, komponiert von Frédéric Chopin
6. Hanne van Veldhoven – Faust – Walzer von Akt 2, komponiert von Charles Gounod
7. Hanne van Veldhoven – Andante Spianato, komponiert von Frédéric Chopin
8. Hanne van Veldhoven – Nocturne op. 9 No.1 in h-Moll, komponiert von Frédéric Chopin

## Kritiken
Rudolf Worschech befand: "Der niederländische Regisseur Jos Stelling hat mit hervorragender internationaler Besetzung einen elegischen Film über die Liebe und den Untergang gedreht."
Christina Freko schloss in ihrer Kritik: "Nichtsdestotrotz sind es 127 recht mühsame Minuten, die der Niederländer seinem Publikum zumutet. Ihm gelang es nicht wirklich, die Balance zwischen mitreißender Unterhaltung und künstlerischem Anspruch zu finden. Technisch gesehen ist "Das Mädchen und der Tod" ein wunderbares Stück Kino. Auch die Geschichte hat das Potenzial, ein wahres Drama zu entfesseln. Der Zwangsjacke der Kunst hätte sie sich dafür aber entledigen müssen."
Michael Meyns schrieb auf der Filmwebseite Filmstarts.de: "Die Besetzung des Bösewichts mit Dieter Hallervorden [...] ist dagegen mehr als befremdlich.[...] Der so entstehende klamaukige Humor ist in einer, im Übrigen so ernst gestalteten Romanze wie dieser, allerdings vollkommen Fehl am Platz und trägt endgültig dazu bei, dass sich das Pathos einer unerfüllten Liebe, das in „Das Mädchen und der Tod“ mit großer Geste behauptet wird, nicht so recht entfalten mag.", und kam zum Fazit: "Jos Stellings Romanze „Das Mädchen und der Tod“ bietet stimmungsvolle Bilder und attraktive Hauptdarsteller, ist aber auf höchst langatmige Weise erzählt."